# Ophrys brun
Ophrys fusca
Espèce
Statut CITES
L'Ophrys brun (Ophrys fusca) est une espèce d'orchidée terrestre européenne.

## Description
Plante vivace (30cm au plus) à tubercules globuleux ou ovoïdes entiers, à tige dressée munie de feuilles ovales ou oblongues à épi assez lâche. Les divisions extérieures du périanthe sont vert clair, la supérieure arquée en voûte sur le gynostème, les 2 autres étalées, labelle élargi vers l'extrémité, brun avec 4 lobes arrondis plus foncés à l'extrémité; gynostème obtus sans bec.

## Floraison
Mars à Mai

## Habitat
Prairies, pelouses relativement sèches et chaudes, à sol calcaire, garrigues, bois clairs bien exposés sur les coteaux calcaires.

## Aire de répartition
Espèce méditerranéenne: du Portugal à la Crète.

## Autres espèces du groupe fusca-lutea
- sous-groupe d'Ophrys iricolor
- sous-groupe d'Ophrys fusca
  - Ophrys attaviria
  - Ophrys forestieri
  - Ophrys obaesa
  - Ophrys bilunulata
  - Ophrys funerea
  - Ophrys pallida
- sous-groupe d'Ophrys lutea